# Salomon Maimon

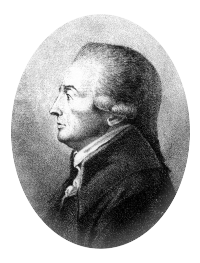
Salomon Maimon.

Salomon Maimon (n. 1753 en Sukowiborg [bielorruso: Žukaŭ Barok], un pueblo en las cercanías de Mir, Bielorrusia, entonces Polonia-Lituania; † 22 de noviembre de 1800 en Nieder-Siegersdorf, cerca de Freystadt, Silesia; en realidad Schlomo ben Josua) fue un filósofo e ilustrado judío. Estudió, en el contexto de las vicisitudes de una vida aventurera, la filosofía cabalística, y combatió vivamente la metafísica de Kant.

## Biografía
Estudió en la escuela judía de Mir, y aprendió el Talmud a los nueve años. Tan sólo tenía doce cuando se casó con una muchacha de Niasviž. A los catorce ya era padre y se ganaba la vida enseñando el Talmud. Más tarde aprendió un poco de alemán leyendo y viajó caminando a Slutsk, donde conoció a un rabino que había estudiado en Alemania. De él tomó prestados libros en alemán sobre Física, Óptica y Medicina. A raíz de eso, se determinó a seguir estudiando.
A los 25 años, partió a Alemania y estudió Medicina en Berlín. En 1770, rompió su conexión con sus correligionarios ortodoxos por su comentario crítico de la Moreh Nebukhim (Guía de perplejos) de Maimónides, y se consagró al estudio de la filosofía de la línea de Christian Wolff y Moses Mendelssohn. 
Debido a su profunda admiración hacia Maimónides, con cuyas obras se ocupó intensivamente (ante todo hay que mencionar la Guía de perplejos), se puso por él el nombre de Maimon. Se estableció en Berlín y se introdujo en el círculo de Moses Mendelssohn, pero algunos años después fue expulsado de éste a causa de su inconstante modo de vida. Se mudó a Hamburgo, donde intentó convertirse al cristianismo, pero allí el religioso luterano consultado rechazó la pretensión, diciendo que Maimon era demasiado filosófico como para poder ser un cristiano. Tras ulteriores estancias en Altona y Breslau, Maimon regresó a Berlín en 1786, donde estudió las obras de Immanuel Kant. Un manuscrito de su primera obra escrita en alemán, Versuch über die Transscendentalphilosophie (Ensayo sobre la filosofía trascendental), del año 1790, un comentario a la Crítica de la razón pura, fue enviado por Maimon a Marcus Herz, que a su vez se lo hizo llegar a Kant. En una carta a Herz, Kant describió el libro de Maimon como muy valioso. Esta carta determinó el futuro de Maimon. Encontró un editor para su obra, y las revistas científicas aceptaron su artículo para la publicación.
En 1793, ingresó en la Gesellschaft der Freunde («Sociedad de los amigos»), asociación fundada el año anterior, y fue elegido durante un año como «asesor extraordinario» en la junta directiva.
Después de muchas vicisitudes, había encontrado una residencia pacífica en la casa del conde Kalkreuth en Nieder-Siegersdorf en 1790. Durante los siguientes diez años publicó las obras que le han ganado su reputación como filósofo crítico. Hasta entonces, su vida había sido una larga lucha contra dificultades de toda clase. Leyendo su autobiografía, resulta claro que su viva capacidad crítica se desarrolló en gran medida por los escasos medios culturales a su disposición. 
Tanto las noticias sobre su última morada como sobre el destino de su legado son contradictorias e inseguras desde un punto de vista científico. Hay informes sobre un entierro como hereje fuera del cementerio judío de Glogów; otras fuentes informan de una tumba en el parque de su protector, el Conde Heinrich Wilhelm Adolf von Kalckreuth, en Freystadt.

## Pensamiento
Maimon se vale de la fundamental incompatibilidad de una conciencia que puede aprehender la cosa en sí y sin embargo está separada de ella. Lo que es objeto del pensamiento no puede ser fuera de la conciencia; del mismo modo que en matemáticas -1 es una cantidad irreal, del mismo modo las cosas en sí son, ex hypothesi, exteriores a la conciencia, esto es, son impensables. La paradoja kantiana la explica como resultado de un intento de explicar el origen de lo dado en la conciencia. La forma de las cosas es reconocidamente subjetiva; la mente se esfuerza por explicar el material de lo dado en los mismos términos, un intento que no sólo es imposible sino que implica una negación de las leyes elementales del pensamiento. El conocimiento de lo dado es, por lo tanto, esencialmente incompleto. El conocimiento completo o perfecto está confinado al dominio del pensamiento puro, es decir, a la Lógica y las Matemáticas. De esta manera, el problema de la cosa en sí es eliminado en la investigación, y la filosofía se limita a la esfera del pensamiento puro. Las categorías kantianas son demostrables y verdaderas, pero su aplicación a lo dado es insensata e impensable. 
Con este escepticismo crítico, Maimon adopta una posición intermedia entre Kant y Hume. La actitud de Hume hacia lo empírico es enteramente apoyada por Maimon. El concepto causal, tal como se da en la experiencia, no expresa un orden objetivo necesario de las cosas, sino un esquema ordenado de la percepción; es subjetivo y no puede postularse como una ley concreta aparte de la conciencia. El principal argumento del Versuch no sólo fue aplaudido por Kant, que dijo que sólo Maimon entre todos sus críticos había logrado dominar el auténtico significado de su filosofía, sino que también marcó el camino de muchas de las críticas subsiguientes.

## Obras principales
Todas las obras importantes en alemán de Maimon (y algunas otras) se encuentran en la siguiente edición:
- Maimon, Salomon: Gesammelte Werke. 7 Bde. Hrsg. von Valerio Verra, Georg Olms Verlag, Hildesheim, 1970 (varias impresiones); abreviado como GW, indicación del tomo con números romanos.

Las más importantes obras son (citadas según los datos bibliográficos de la primera edición):
- Salomon Maimons Lebensgeschichte en dos partes, editada por Karl Philipp Moritz, Berlín 1792/93. (GW I)
- Versuch über die Transscendentalphilosophie mit einem Anhang über die symbolische Erkenntnis und Anmerkungen, Berlín 1790 (GW II). Ediciones recientes: Edic. deFlorian Ehrensperger. Meiner, Hamburgo, 2004. ISBN 978-3-7873-1688-5
- Philosophisches Wörterbuch oder Beleuchtung der wichtigsten Gegenstände der Philosophie in alphabetischer Ordnung. Berlín 1791 (GW III)
- Streifereien im Gebiete der Philosophie, Berlín, 1793 (GW IV)
- Versuch einer neuen Logik oder Theorie des Denkens. Berlín 1794 (GW V)
- Die Kathegorien des Aristoteles, Berlín 1794 (GW VI)
- Kritische Untersuchungen über den menschlichen Geist, Leipzig 1797 (GW VII)

Las obras completas (Sämtliche Schriften) de Maimon son editadas por Florian Ehrensperger e Ives Radrizzani en una edición histórico-crítica conjunta en la editorial Frommann-Holzboog Verlag (Stuttgart-Bad Cannstatt). El primero de aproximadamente diez volúmenes se prevé que aparezca en 2010.

## Literatura secundaria
- Atlas, Samuel. From Critical to Speculative Idealism: The Philosophy of Solomon Maimon. La Haya, Martinus Nijhoff, 1965.
- Bansen, Jan. The Antinomy of Thought: Maimonian Skepticism and the Relation between Thoughts and Objects. Dordrecht: Kluwer, 1991.
- Bergmann, Samuel Hugo. The Autobiography of Salomon Maimon with an Essay on Maimon's Philosophy. Londres: The East and West Library, 1954.
- Bergmann, Samuel Hugo. The Philosophy of Salomon Maimon. Translated from the Hebrew by Noah J. Jacobs. Jerusalén: The Magnes Press, 1967.
- Cassirer, Ernst: El problema del conocimiento, vol. III (México, FCE, 1986), cap. 1 (pp. 105-158). (ISBN 968-16-2279-0)
- Duque, Félix: Historia de la Filosofía Moderna. La era de la crítica, Madrid, Akal, 1998, pp. 189-193.
- Duque, Félix: «Historia y metafísica: El frágil espejo móvil de la razón. Contribución al estudio de la Aetas kantiana: 1790-1797», introducción a Immanuel Kant, Los progresos de la Metafísica desde Leibniz y Wolff, Madrid, Tecnos, 1987 (ISBN 83-309-1403-X). pp. LXXVIII-CXVI.
- Herrera, Hugo Eduardo: «Salomon Maimon's Commentary on the Subject of the Given in the Critique of Pure Reason», en: The Review of Metaphysics 63.3, 2010, pp. 593-613.